# Abbaye Saint-Wulmer de Samer
Pour des articles plus généraux, voir Abbaye et Christianisation et urbanisation du Nord-Pas-de-Calais.
L'abbaye de Saint-Wulmer, dite aussi de Saint-Vilmer, située sur le territoire de la commune de Samer (Pas-de-Calais), est une abbaye bénédictine, également connue sous le nom d’Area, puis de Saint-Wulmer-aux-Bois au IXe siècle; plus près de nous elle été aussi dénommée Saint-Wulmer de Boulogne, est fondée en 668 par saint Wulmer.

## Historique

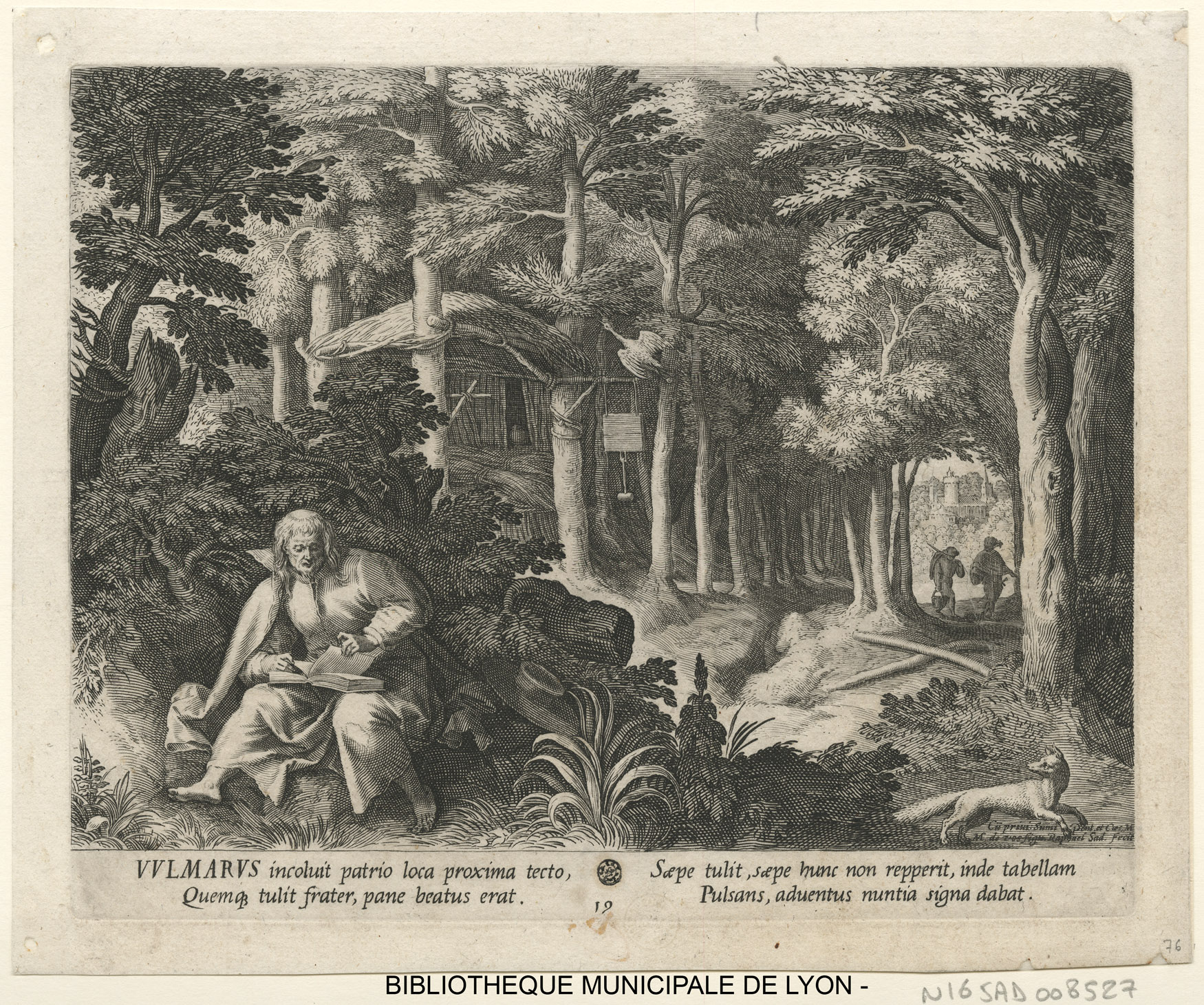
Maarten de Vos, Saint Wulmer, Bibliothèque municipale de Lyon.

L'abbaye est fondée en 688 sur le territoire de Sylvacius, sous le règne de Childéric II, par un jeune prêtre venant de l'abbaye de Hautmont. C'est vers cette date que Cædwalla, roi du Wessex séjourna à l'abbaye et fut christianisé par Wulmer qui l'envoya à Rome pour se faire baptiser. Avant de partir, le roi lui aurait donné trente sous d'or pour achever la construction de son abbaye qui fut placée sous le vocable de la Sainte Vierge et de saint Pierre. L'abbaye fut connue à l'époque sous le nom  d' « Area ». Il bâtit également un monastère pour femmes dans les environs, qui s'appelait « Vilière », puis « Wierre-au-Bois », dont il ne reste plus rien, et que dirigeait sa nièce, la bienheureuse Bertane.
Jouissant d'une grande vénération dans toute la région, le saint homme serait mort le 20 juillet 697. C'est selon Jacques Malbrancq vers cette date que l'église dans laquelle le saint homme fut inhumé prit son nom.
Le comte de Boulogne Arnoul II, mort en 971, se serait fait inhumer dans cette abbaye de même que deux de ses enfants Arnoul et Eustache.
Les Normands incendient les bâtiments au IXe siècle en 882 et Arnoul II de Flandre en 974 fait transporter les reliques de saint Wulmar à Gand. Il faudra attendre deux siècles pour qu'Ide de Boulogne, mère de Godefroy de Bouillon la restaure ou la reconstruise vers 1108. À cette date, elle porte le titre d'abbaye et dépend jusqu'en 1557 du diocèse de Thérouanne, province de Reims.
En 1107, le comte Eustache III de Boulogne, en accord avec l'évêque de Thérouanne, Jean Ier de Warneton, et l'abbé Lambert de l'abbaye Saint-Bertin de Saint-Omer, décident de soumettre à la réforme de saint Hugues, abbé de Cluny, l'abbaye Saint-Wulmer.
Il existait une fête annuelle du jour de l'exaltation de la Sainte-Croix en 1112, et qui était le 4 septembre.
Comme souvent entre abbayes, ou entre les abbayes et les seigneurs locaux, il arrive que des litiges éclatent à propos des droits respectifs des uns et des autres : en 1208, Guillaume, abbé de l'abbaye Saint-Médard d'Andres et l'abbé de la Cappelle (sur la commune actuelle Les Attaques), sont désignés arbitres du différend entre l'abbaye de Saint-Bertin de Saint-Omer et l'abbaye de Samer à propos des pêcheries dans différents lieux dont le Gisnervlet (ruisseau ou rivière de Guînes).
Après la bataille de Crécy en 1346, les soldats d'Édouard III détruisent le bourg et l'abbaye. Puis en 1412, le comte de Warwick, Richard de Beauchamp, et le comte de Kent y mirent le feu.

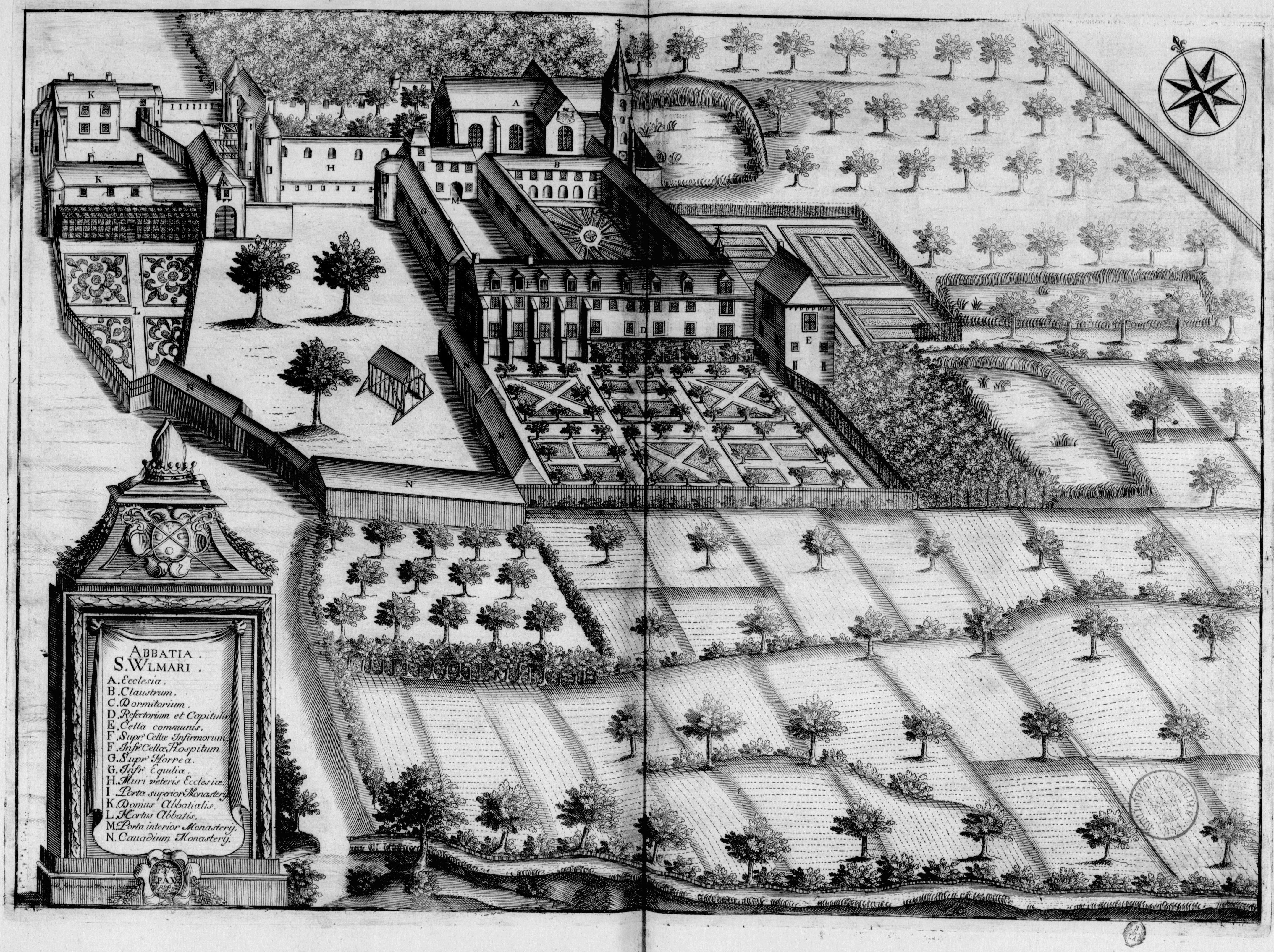
Planche gravée du XVII représentant l'abbaye Saint-Wulmer de Samer, dans le livre Monasticon Gallicanum, BnF.

Les bâtiments sont à nouveau incendiés en 1522, puis en 1540 et restaurés en 1608.
C'est en 1567, qu'elle est rattachée au diocèse de Boulogne, province de Cambrai, jusqu'en 1790.
En 1629, l'ancienne demeure des moines devient l'habitation des Pères de la Société de l'oratoire de Jésus
À la suite d'un projet de dom Plouvier en 1655, l'église est restaurée en 1669 puis bénite en 1674. L’aile méridionale du cloître (cuisine, réfectoire, salle capitulaire) est restaurée en 1679. D'autres ailes du cloître sont exécutées avant 1708. Le couvrement des galeries de celui-ci est terminé en 1721.
L’architecte boulonnais Giraud Sannier entreprend en 1765 la restauration de l'abbaye, actuellement presbytère de Samer, 72 place de l'Abbaye. Ce bâtiment est fondé par saint Wulmer en 668. Sainte Ide durant le 4e quart du XIe siècle l'aurait restauré ou reconstruit. Les bâtiments sont incendiés en 1522 et restaurés en 1608.
Cette abbaye connut les bienfaits des comtes de Boulogne qui l'ont pourvue et contribuèrent à son redressement. Ils avaient conservé le droit de chasse sur les terres de l'abbaye. Plusieurs d'entre eux décidèrent d'en faire leur lieu de sépulture. Elle possédait de nombreuses rentes et domaines.

## Architecture
L'église abbatiale est placée sous le vocable de la Sainte Vierge et de saint Pierre. Aujourd’hui il n'y a plus de culte. Des bâtiments conventuels, il subsiste la tour restaurée par les moines de la congrégation de Saint-Maur, l’aile occidentale du cloître et les ruines de l’aile méridionale.

### Sépultures
- Wulmer en 710. Son corps fut transféré dans la ville de Boulogne-sur-Mer[12]
- Eustache III de Boulogne (1088-1125), fils de sainte Ide de Boulogne.

## Armoiries
- «  d'or à deux crosses de sable, adossées et passées en sautoir, cantonnées en chef d'un rencontre de cerf de même, aux flancs et en pointe de trois touteaux de gueules »

## Abbés
Réguliers
- 688-697 : saint Wulmer
- vers 1050 - Lanfred
- 1132  - Pierre
- 1171  - Robert
- 1185  - Eudes
- 1196  - Framery
- 1226  - Gauthier
- 1264  - Pierre II
- 1276  - Nicolas
- 1308  - Thomas de Villiers
- 1330  - Adam
- s.d.    - Vasst
- s.d.    - Jean
- s.d.    - Antoine Rostais
- 1398  - Jean II dit le Vert
- 1423  - Louis
- 1432  - Jean III dit de Vendôme
- 1453  - Hugues
- 1457-1468 Guillaume de Huppelande
- 1457  - de Hue ?
- 1484  - Pierre III
- 1498  - Jean IV dit Caillette
- 1505  - Jean V de Leest
- 1526-1535 -  Jean VI dit Bacouël

Commendentaires
- s.d.    - René de Joigny
- 1629  - Victor Le Bouthillier de Chavigny (1590-1670)
- Charles-Claude Genest (1639-1719)

## Moines et visiteurs notables
- Eustache le moine (vers 1170-1217).

## Roman
- Le Secret de Saint Wulmer  de Jean-Christophe Macquet, 2013, éd. Henry & Ravel-Anceau,  (ISBN 9782364690554)

## Sources
- Archives du Pas-de-Calais
  - Série H
    - H 10  - Abbaye de Samer (1785-1792, 5 articles)
    - H 16  - Abbaye Saint Wulmer de Boulogne (1488-1788, 20 articles)